# Ultraprodukt
Ultraprodukt – sposób budowania nowych modeli z danej rodziny modeli. Ultraprodukty są używane i badane w teorii modeli, teorii mnogości i algebrze. Szczególnym przypadkiem ultraproduktów są ultrapotęgi (w których używa się tylko jednego modelu wyjściowego).